# International Holocaust Remembrance Alliance
L'Alleanza internazionale per la memoria dell’Olocausto (in inglese International Holocaust Remembrance Alliance — IHRA) è un'organizzazione intergovernativa fondata nel 1998 che unisce i governi e gli esperti per rafforzare, promuovere e divulgare l'educazione sull'Olocausto, la ricerca e il ricordo in tutto il mondo e il sostegno degli impegni della Dichiarazione del Forum internazionale di Stoccolma. L'IHRA ha 34 paesi membri, un paese di collegamento e sette paesi osservatori.
Fino al gennaio 2013, l'organizzazione era conosciuta come il «Gruppo di lavoro per la cooperazione internazionale sull'educazione, il ricordo e la ricerca sull'olocausto» (Task Force for International Cooperation on Holocaust Education, Remembrance and Research).
La presidenza a turno fra gli stati membri, è toccata alla Svizzera nel 2017, nel 2018 all'Italia con il delegato presidente, l'ambasciatore Sandro de Bernardin. Nel 2019 è stato il turno del Lussemburgo.
Il 1º giugno 2017, il Parlamento europeo ha approvato una risoluzione che invita gli Stati membri dell'Unione europea e le loro istituzioni ad adottare e applicare la definizione operativa di antisemitismo proposta dall'IHRA, la quale sostiene la controversa equiparazione di antisemitismo e antisionismo.

## Storia
L'IHRA è stata fondata nel 1998 dal primo ministro svedese Göran Persson. Tutto ha avuto inizio nel 1997 in seguito ad un'indagine che ha rivelato come molti bambini in età scolare non fossero a conoscenza dell'Olocausto. Inoltre, Perrson è rimasto profondamente colpito dalla propria esperienza personale nel visitare il Campo di concentramento di Neuengamme, vicino ad Amburgo. Rientrato nel proprio paese, Persson ha deciso di dare avvio ad un dibattito parlamentare sull'educazione all'Olocausto in Svezia. Ciò ha portato alla campagna informativa intitolata Levande Historia (Storia viva). Rendendosi conto che "la lotta contro l'ignoranza sull'Olocausto richiedeva un partenariato internazionale", Persson si rivolse anche al presidente americano Bill Clinton e al primo ministro britannico Tony Blair per il loro sostegno nella creazione di un'organizzazione internazionale a sostegno dell'educazione, del ricordo e della divulgazione dell'Olocausto in ogni parte del mondo.
La prima riunione internazionale ebbe luogo nel maggio 1998. Lo studioso dell'Olocausto Yehuda Bauer assunse il ruolo di consulente accademico. Tra le prime adesioni quelle di Germania e Israele, cui l'anno seguente aderirono Paesi Bassi, Polonia, Francia e Italia.

### Il Forum internazionale di Stoccolma sull'Olocausto
Dal 26 al 28 gennaio 2000 si è tenuto il Forum internazionale di Stoccolma sull'Olocausto per celebrare il 55º anniversario della liberazione di Auschwitz. Vi hanno partecipato storici, politici e capi di Stato di 45 paesi. Yehuda Bauer è stato invitato a dirigere il comitato accademico, mentre il premio Nobel, professor Elie Wiesel, è stato nominato Presidente Onorario del Forum. Una dichiarazione congiunta, la Dichiarazione di Stoccolma, è stata approvata all'unanimità. Come osserva il sociologo tedesco Helmut Dubiel (1946-2015), la conferenza si è svolta in un'atmosfera informata sulla violenza di destra e sullo spettacolare successo dei partiti di destra nelle elezioni, ciononostante, la fine del millennio e l'anniversario di Auschwitz costituiscono un punto di riferimento per la fondazione di un'unione transnazionale per la lotta contro il genocidio. La dichiarazione è il documento fondante dell'IHRA. Si compone di otto paragrafi, che sottolineano l'importanza dell'istruzione, del ricordo e della ricerca sull'Olocausto.

## Dichiarazione Ministeriale dell’IHRA del 2020
Riportata nel sito ufficiale in 11 diverse lingue, la dichiarazione Ministeriale dell'IHRA del 2020 aggiorna ed elenca i principi fondamentali su cui è basata la sua visione:
In occasione del 75º anniversario della liberazione dei campi di concentramento e di sterminio nazisti tedeschi e di altri luoghi di persecuzione e sterminio, noi, Alti rappresentanti governativi dei Paesi membri dell’International Holocaust Remembrance Alliance (IHRA) onoriamo le vittime e i sopravvissuti dell’Olocausto (Shoah) che ha travolto il popolo ebraico. Onoriamo anche le vittime e i sopravvissuti al genocidio dei Rom e altri perseguitati. Promettiamo di non dimenticare mai coloro che hanno resistito ai nazisti e coloro che hanno protetto o salvato i loro vicini perseguitati. Oggi, il mondo affronta ancora genocidi, crimini di guerra, pulizia etnica, crimini contro l’umanità e minacce continue a società pluraliste, democratiche e inclusive.

Mentre assistiamo con tristezza alla scomparsa della generazione dei sopravvissuti, noi, i Paesi membri dell’IHRA:

- Riaffermiamo il nostro incrollabile sostegno alla Dichiarazione del Forum Internazionale di Stoccolma (2000), documento fondante dell'IHRA
- Promettiamo alle vittime e ai sopravvissuti che non saranno mai dimenticati e che la loro eredità sarà mantenuta viva
- Sottolineiamo che ricordare i sei milioni di vittime ebree dell’Olocausto è una responsabilità non solo dei governi ma di tutte le società
- Ricordiamo il genocidio dei Rom. Riconosciamo con preoccupazione che l'aver trascurato questo genocidio ha contribuito al pregiudizio e alla discriminazione che molte comunità rom subiscono ancora oggi.
- Onoriamo tutti coloro che hanno resistito ai nazisti, specialmente i Giusti tra le nazioni, e altri che hanno protetto o cercato di salvare coloro che erano in pericolo. Il loro coraggio disinteressato dovrebbe ispirare tutti noi a difendere la dignità di ogni essere umano;
- Esprimiamo le nostre più profonde preoccupazioni per il crescente antisemitismo;
- Accettiamo la nostra responsabilità di governi di continuare a lavorare insieme per contrastare la negazione e la distorsione dell’Olocausto, l’antisemitismo e tutte le forme di razzismo e discriminazione che minano i principi democratici fondamentali. Lavoreremo a stretto contatto con gli esperti, la società civile e i nostri partner internazionali per promuovere questi obiettivi;
- Coordiniamo gli sforzi per promuovere l’educazione, il ricordo e la ricerca sull’Olocausto e sul genocidio dei Rom, al fine di contrastare l’influenza della distorsione storica, dei discorsi di odio e dell’incitamento alla violenza e all’odio;
- Preserviamo la documentazione storica dell’Olocausto, del genocidio dei Rom e della persecuzione di altre vittime da parte della Germania nazista, dei complici fascisti ed estremisti nazionalisti e di altri collaboratori che parteciparono a questi crimini;
- Sottolineiamo l’importanza di identificare, conservare e rendere disponibili materiali d’archivio, testimonianze e siti autentici per scopi educativi, commemorativi e di ricerca.
- Incoraggiamo tutti i Paesi e le società ad affrontare i rispettivi passati, trattando apertamente e accuratamente la documentazione storica.
- Lodiamo gli sforzi compiuti dai governi e dalla società civile per commemorare l’Olocausto e condividere le buone pratiche
- Riconosciamo che la comprensione della natura senza precedenti dell’Olocausto è essenziale per la prevenzione dei crimini di genocidio e atrocità di massa. La competenza dell’IHRA è rilevante per l’elaborazione di politiche storicamente consapevoli e per affrontare le sfide contemporanee. Determinati a ricordare coloro che hanno sofferto e a lottare per un futuro migliore, chiediamo alla comunità internazionale di condividere la nostra visione"
- Determinati a ricordare coloro che hanno sofferto e a lottare per un futuro migliore, invitiamo la comunità chiediamo alla comunità internazionale di condividere la nostra visione:

Un mondo che ricorda l'Olocausto,

Un mondo senza genocidi

## Pubblicazioni
L'IHRA pubblica una serie di libri sull'Olocausto con la casa editrice Metropol Verlag di Berlino.

## Controversie

### La presidenza norvegese e Knut Hamsun
L'IHRA ha affrontato critiche da parte di numerosi gruppi e personalità ebraiche pubbliche e accademiche in relazione alla presidenza norvegese del 2009. La presidenza è coincisa con una controversa decisione della Norvegia di commemorare il 150º anniversario della nascita di Knut Hamsun, premio Nobel, autore norvegese e simpatizzante nazista. Manfred Gerstenfeld, Presidente del Centro per gli Affari Pubblici di Gerusalemme, ha sfidato la presidenza norvegese dell'IHRA sostenendo che questo paese non è in grado di mantenere una posizione antisemita quando nello stesso anno ha tenuto importanti attività commemorative per il simpatizzante nazista Hamsun.
In un articolo per il quotidiano israeliano The Jerusalem Post, Yehuda Bauer, ha difeso la presidenza norvegese. Bauer ha enfatizzato l'impegno della Norvegia per l'educazione all'Olocausto, pur riconoscendo la presenza continua di antisemitismo in quel paese e altrove: Gli argomenti contro la Norvegia sarebbero più credibili se i norvegesi non ammettessero che in Norvegia c'è antisemitismo, che ignorassero o volessero seppellire la posizione filo-nazista di Hamsun o che ostacolassero in qualche modo il lavoro dell'IHRA nel combattere l'antisemitismo. Tutto ciò non è vero, ma è stato il presidente norvegese che, prima che questa polemica esplodesse, ha insistito per includere la lotta contro l'antisemitismo come componente centrale nell'immediato programma dell'IHRA. La proposta è stata accettata per acclamazione.

### L'IHRA e la Santa Sede
Nel 2009, l'IHRA ha suggerito al Vaticano di entrare in un "accordo speciale" con l'IHRA stessa. Il sottosegretario di Stato della Santa Sede, mons. Pietro Parolin, ha risposto favorevolmente. Inoltre, ha suggerito che il Vaticano diventasse un Paese osservatore dell'IHRA. I negoziati sono iniziati, ma diversi mesi dopo la proposta è stata respinta.
Dopo varie vicissitudini legate anche alla vicenda di WikiLeaks, secondo la diplomatica americana presso l'ambasciata alla Santa Sede, Julieta Valls Noyes, l'imbarazzo del Vaticano nei confronti dell'IHRA potrebbe indicare la preoccupazione per un declassamento della figura del pontefice Pio XII. Papa Pio XII è stato a lungo, infatti, una figura controversa proprio in ragione dei suoi rapporti coi partiti della destra europea e col nazismo.